# Ukrajina na Svetovnem prvenstvu v hokeju na ledu 2009
Ukrajina na Svetovnem prvenstvu v hokeju na ledu 2009 D1, ki je potekalo med 11. in 17. aprilom 2009 v poljskem mestu Torunu. V elitno skupino svetovnega hokeja je vodilo prvo mesto na turnirju. 

## Postava
- Selektor: Oleksandr Seukand (pomočniki: Dmitri Hristič, Oleksandr Savicki in Vasil Bobrovnikov)
- Vratarji: Oleksandr Fedorov, Igor Karpenko, Kostiantin Simčuk
- Branilci: Oleg Blagoi, Juri Gunko, Dmitro Jakušin, Denis Isajenko, Sergi Klimentijev, Vitali Ljutkevič, Juri Navarenko, Oleksandr Pobiedonoscev, Gennadi Razin, Andri Sriubko, Viačeslav Timčenko
- Napadalci: Juri Djačenko, Artem Gnidenko, Kostiantin Kasiančuk, Sergij Karčenko, Vitali Litvinenko, Oleksandr Materukin, Oleksandr Matvičuk, Andri Miknov, Jevgenij Pastuk, Roman Salnikov, Oleg Šafarenko, Vadim Šakrajčuk, Oleg Timčenko, Dmitro Cirul, Sergi Varlamov

## Tekme
| 11. april 2009 | Združeno kraljestvo | 2 - 4 | Ukrajina | Torun Arena, Torun |

| Poročilo tekme | Poročilo tekme                                           | Poročilo tekme         | Poročilo tekme | Poročilo tekme                      |
| -------------- | -------------------------------------------------------- | ---------------------- | --- | ----------------------------------- |
| Začetek: 13:00 | Clarke (Chambers) 28:43 Meyers (Shields, Dowd) PP1 48:41 | ( 0 - 0, 1 - 1, 1 - 3) | Šafarenko (Djačenko, Cirul) 38:46 Litvinenko (Šakrajčuk, Sriubko) SH1 47:51 Varlamov (Matvičuk, Mikinov) 56:33 Litvinenko (Salnikov, Šakrajčuk) 57:49 | Gledalci: 510 Sodnik: Eduards Odins |

| 13. april 2009 | Ukrajina | 5 - 1 | Nizozemska | Torun Arena, Torun |

| Poročilo tekme | Poročilo tekme | Poročilo tekme         | Poročilo tekme                              | Poročilo tekme                         |
| -------------- | --- | ---------------------- | ------------------------------------------- | -------------------------------------- |
| Začetek: 16:30 | Timčenko (Karčenko, Gunko) 05:52 Klimentijev (Navarenko, Varlamov) PP1 31:16 Šafarenko (Djačenko, Pobiedonoscev) 34:06 Sriubko (Litvinenko) SH1 36:55 Šafarenko (Cirul, Pobiedonoscev) PP1 45:45 | ( 1 - 0, 3 - 0, 1 - 1) | Schaafsma (van Schagen, Korthuis) PP1 48:14 | Gledalci: 510 Sodnik: Morgan Johansson |

| 14. april 2009 | Ukrajina | 2 - 1 (PS) | Poljska | Torun Arena, Torun |

| Poročilo tekme | Poročilo tekme                                            | Poročilo tekme                       | Poročilo tekme     | Poročilo tekme                     |
| -------------- | --------------------------------------------------------- | ------------------------------------ | ------------------ | ---------------------------------- |
| Začetek: 20:00 | Sriubko (Salnikov, Šakrajčuk) PP1 13:29 Varlamov PS 65:00 | ( 1 - 1, 0 - 0, 0 - 0, 0 - 0, 1 - 0) | Borzecki PP1 06:27 | Gledalci: 3220 Sodnik: Scott Bokal |

| 16. april 2009 | Ukrajina | 7 - 0 | Romunija | Torun Arena, Torun |

| Poročilo tekme | Poročilo tekme | Poročilo tekme         | Poročilo tekme | Poročilo tekme                        |
| -------------- | --- | ---------------------- | -------------- | ------------------------------------- |
| Začetek: 16:30 | Timčenko (Jakušin) 02:40 Gnidenko (Šafarenko) 05:41 Cirul (Gnidenko, Blagoi) 31:33 Miknov (Klimentijev, Navarenko) 36:53 Klimentijev (Navarenko, Varlamov) SH1 39:50 Šafarenko (Gnidenko, Gunko) 46:29 Karčenko (Djačenko) 55:56 | ( 2 - 0, 3 - 0, 2 - 0) |                | Gledalci: 450 Sodnik: Martin Reichert |

| 17. april 2009 | Italija | 2 - 0 | Ukrajina | Torun Arena, Torun |

| Poročilo tekme | Poročilo tekme                                                | Poročilo tekme         | Poročilo tekme | Poročilo tekme                         |
| -------------- | ------------------------------------------------------------- | ---------------------- | -------------- | -------------------------------------- |
| Začetek: 16:30 | Ramoser (Strazzabosco) PP1 34:01 Fontanive (Helfer) ENG 58:36 | ( 0 - 0, 1 - 0, 1 - 0) |                | Gledalci: 1120 Sodnik: Martin Reichert |

## Seznam reprezentantov s statistiko

### Vratarji
| #  | Igralec           | OT | OMIN | PG | PGT  | KM | PPPG | PSHG |
| 1  | Igor Karpenko     | 5  | 120  | 1  | 0,5  | 0  | 1    | 0    |
| 29 | Kostiantin Simčuk | 5  | 184  | 4  | 1,31 | 0  | 3    | 0    |
| -- | ----------------- | -- | ---- | -- | ---- | -- | ---- | ---- |

### Drsalci
| #  | Igralec                 | OT | DG | DA | TOČ | DGT | DAT | DPPG | DPPGT | DSHG | DSHGT | KM |
| 2  | Juri Gunko              | 5  | 0  | 2  | 2   | 0   | 0,4 | 0    | 0     | 0    | 0     | 2  |
| 3  | Sergi Klimetijev        | 5  | 2  | 1  | 3   | 0,4 | 0,2 | 1    | 0,2   | 1    | 0,2   | 8  |
| 5  | Oleg Blagoi             | 5  | 0  | 1  | 1   | 0   | 0,2 | 0    | 0     | 0    | 0     | 4  |
| 6  | Andri Sriubko           | 5  | 2  | 1  | 3   | 0,4 | 0,2 | 1    | 0,2   | 1    | 0,2   | 4  |
| 7  | Oleg Šafarenko          | 5  | 4  | 1  | 5   | 0,8 | 0,2 | 1    | 0,2   | 0    | 0     | 2  |
| 8  | Andri Miknov            | 5  | 1  | 1  | 2   | 0,2 | 0,2 | 0    | 0     | 0    | 0     | 0  |
| 10 | Vadim Šakrajčuk         | 5  | 0  | 3  | 3   | 0   | 0,6 | 0    | 0     | 0    | 0     | 4  |
| 11 | Sergij Karčenko         | 5  | 1  | 1  | 2   | 0,2 | 0,2 | 0    | 0     | 0    | 0     | 0  |
| 12 | Sergi Varlamov          | 5  | 2  | 2  | 4   | 0,4 | 0,4 | 0    | 0     | 0    | 0     | 35 |
| 13 | Artem Gnidenko          | 5  | 1  | 2  | 3   | 0,2 | 0,4 | 0    | 0     | 0    | 0     | 2  |
| 14 | Juri Navarenko          | 5  | 0  | 3  | 3   | 0   | 0,6 | 0    | 0     | 0    | 0     | 0  |
| 15 | Vitali Litvinenko       | 5  | 2  | 1  | 3   | 0,4 | 0,2 | 0    | 0     | 1    | 0,2   | 0  |
| 16 | Oleg Timčenko           | 5  | 2  | 0  | 2   | 0,4 | 0   | 0    | 0     | 0    | 0     | 4  |
| 17 | Juri Djačenko           | 5  | 0  | 3  | 3   | 0   | 0,6 | 0    | 0     | 0    | 0     | 2  |
| 19 | Dmitro Jakušin          | 5  | 0  | 1  | 1   | 0   | 0,2 | 0    | 0     | 0    | 0     | 4  |
| 22 | Dmitro Cirul            | 5  | 1  | 2  | 3   | 0,2 | 0,4 | 0    | 0     | 0    | 0     | 4  |
| 23 | Roman Salnikov          | 5  | 0  | 2  | 2   | 0   | 0,4 | 0    | 0     | 0    | 0     | 2  |
| 24 | Oleksandr Matvičuk      | 5  | 0  | 1  | 1   | 0   | 0,2 | 0    | 0     | 0    | 0     | 0  |
| 25 | Oleksandr Pobiedonoscev | 5  | 0  | 2  | 2   | 0   | 0,4 | 0    | 0     | 0    | 0     | 8  |
| 28 | Vitali Ljutkevič        | 5  | 0  | 0  | 0   | 0   | 0   | 0    | 0     | 0    | 0     | 2  |
| -- | ----------------------- | -- | -- | -- | --- | --- | --- | ---- | ----- | ---- | ----- | -- |